# Jane Hamsher
Jane Hamsher (25 de julho de 1959) é uma produtora de cinema, autora e blogueira norte-americana.